# Димитър Цифоров
Димитър Сидов Цифоров или Чифоров е български революционер, деец на „Охрана“ по време на Втората световна война.

## Биография
Димитър Цифоров е роден през 1892 година в костурското село Горенци, тогава в Османската империя, днес в Гърция. През Балканските войни 1912-1913 година е доброволец в Македоно-одринското опълчение във Втора рота на Четвърта битолска дружина.

По време на окупацията на Гърция през Втората световна война се включва в дейността на „Охрана“ и влиза в местния селски комитет. През есента на 1943 година пише частна молба, в която заявява: 
| „ | При това макар и нескромно, считам за нужно да кажа, че аз съм от ония българи в гр. Костур, който с фанатизъм е отстоявал при непоносимото гръцко робство българското име, за което не веднъж съм лошо страдал. И днес, когато въоръжените костурчани с оръжие в ръка отстояват борбата срещу гръцките андарти аз не съм от най-последните. | “ |